# Liste von Persönlichkeiten der Stadt Znojmo
Die Liste der Persönlichkeiten der Stadt Znojmo in Tschechien enthält Personen, die in der Geschichte der Stadt Znojmo (deutsch Znaim) eine bedeutende Rolle gespielt haben. Es handelt sich dabei um Persönlichkeiten, die hier geboren oder gestorben sind oder hier gewirkt haben.

## Söhne und Töchter der Stadt
Die folgenden Personen sind in Znojmo bzw. Znaim oder den heutigen Ortsteilen der Stadt geboren. Ob sie ihren späteren Wirkungskreis hier hatten oder nicht, ist dabei unerheblich.

### Persönlichkeiten des Mittelalters und der Frühen Neuzeit
- Stanislaus von Znaim (um 1360–1414), Theologe und Philosoph, Rektor der Karls-Universität und Lehrer von Jan Hus
- Simon Schneeweiß († 1545), evangelischer Theologe und Reformator

### Persönlichkeiten des 18. Jahrhunderts

Charles Sealsfield

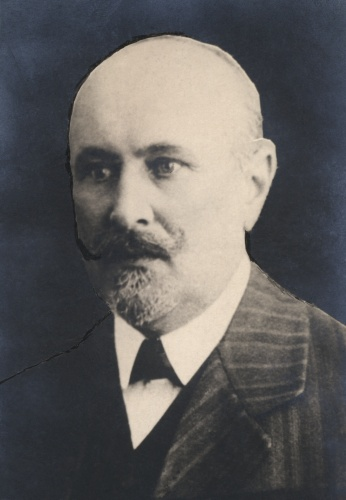
Karl Schürl

- Vinzenz Rosenzweig von Schwannau (1791–1865), Diplomat und Orientalist, wurde bekannt als Übersetzer orientalischer Literatur
- Charles Sealsfield, eigentlich Karl Anton Postl (1793–1864), österreichischer und US-amerikanischer Priester, protestantischer Pfarrer und Schriftsteller, geboren in Poppitz (Popice)
- Ferdinand Carl Boeheim (1794–1835), Historiker

### Persönlichkeiten des 19. Jahrhunderts
- Joseph Wilhelm Freiherr von Eminger (1801–1858), Politiker
- Franz Barbarini (1804–1873), Landschaftsmaler, Stecher und Radierer
- Alois Boczek (1817–1876), österreichischer Finanzbeamter, Journalist und Abgeordneter in der Frankfurter Nationalversammlung
- Josef Pelikan von Plauenwald (1818–1896), k. u. k. Feldmarschalleutnant
- Julius Feifalik (1833–1862), Germanist und Slawist
- Fritz Franz Maier (1844–1926), Schiffskonstrukteur
- Eugen Heinrich Schmitt (1851–1916), Philosoph und Publizist
- Hugo Schindelka (1853–1913), Veterinärmediziner[1]
- Hermine von Janda (1854–1925), Landschafts- und Blumenmalerin
- Theodor Charlemont (1859–1938), Bildhauer
- Karl Schürl (1866–1924), Politiker der Deutschen Nationalpartei

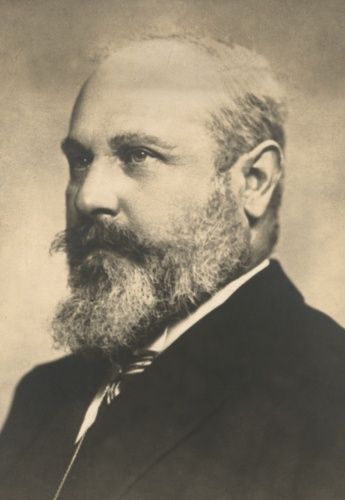
Gustav Hummer (um 1925)

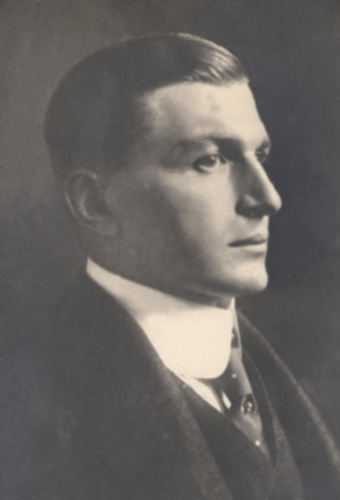
Oskar Teufel (um 1920)

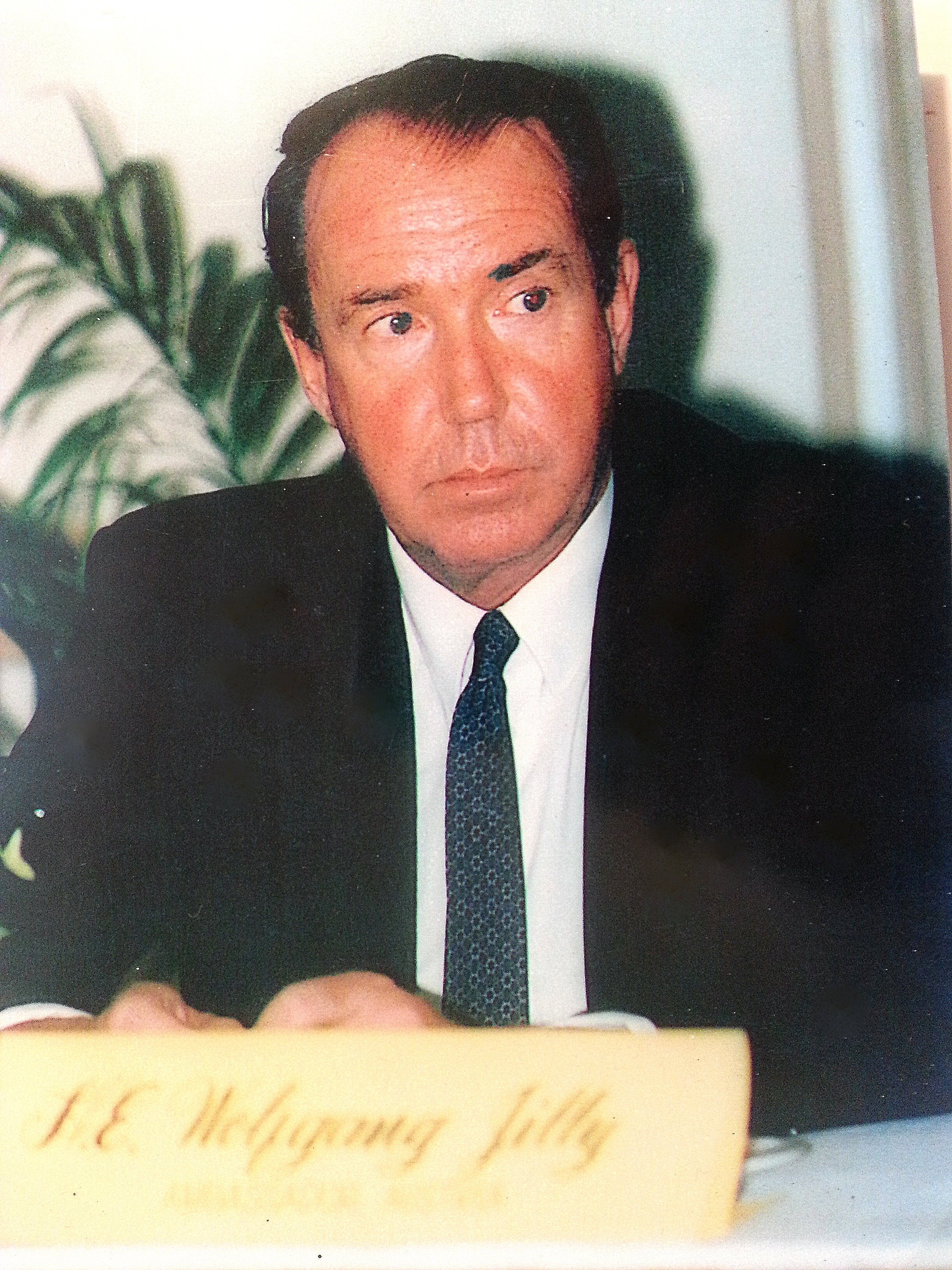
Wolfgang Jilly (2014)

- Gustav Kaitan (1871–nach 1922), Opernsänger, Theaterschauspieler (Bariton, später Tenor), Gesangspädagoge, Theaterregisseur sowie Orchesterleiter
- Hugo Lederer (1871–1940), Bildhauer
- Alexander Pock (1871–1950), Genre- und Militärmaler
- Hermann Hanatschek (1873–1963), Maler, der vor allem für seine Porträts bekannt ist
- Sigmund Strauß (1875–1942), Physiker, Ingenieur und Erfinder und Vertriebener des Nationalsozialismus
- Oskar Scheuer (1876–1941), Hautarzt und Studentenhistoriker
- Anton Bulgari (1877–1934), Schildermaler der Poschacher Brauerei und Revolutionär
- Gustav Hummer (1877–1959), Politiker, Apotheker und Schriftsteller, war Abgeordneter zum Österreichischen Abgeordnetenhaus und Mitglied der Provisorischen Nationalversammlung
- Oskar Teufel (1880–1946), Politiker der Deutschen Nationalpartei
- Richard Meister (1881–1964), Altphilologe und Pädagoge, Rektor der Universität Wien und Präsident der Österreichischen Akademie der Wissenschaften
- Gustav Siege (1881–1947), Schauspieler und Theaterdirektor
- Heinrich Zita (1882–1951), Bildhauer und Medailleur, geboren in Essekle (Nesachleby)
- Leo Tschermak (1882–1969), Forstwissenschaftler, Rektor der Universität für Bodenkultur Wien, Präsident des Österreichischen Forstvereins[2]
- Erich Spengler (1886–1962), Geologe
- Angela Rohr geb. Müllner (1890–1985), Ärztin und Schriftstellerin
- Felix Bornemann (1894–1990), nationalsozialistischer Politiker, Mitglied der DNSAP, SdP und der NSDAP, ab Dezember 1938 Angehöriger des Reichstags
- Alexander Mahr (1896–1972), Ökonom und Ordinarius für Volkswirtschaftslehre an der Universität Wien, geboren in Poppitz (Popice)
- Oskar Franz Dvořák (1899–1969), Kunstmaler
- Rudolf Adolph (1900–1984), Schriftsteller

### Persönlichkeiten des 20. Jahrhunderts
- Helene Legradi, auch bekannt unter ihrem ersten Ehenamen Helene Sokal (1903–1990), Juristin und kommunistische Widerstandskämpferin gegen den Nationalsozialismus
- Alfred Kottek (1906–1943), Politiker (NSDAP)
- Herbert Felix (1908–1973), Unternehmer (Gründer von AB Felix in Schweden und Felix Austria in Österreich)
- Herbert Wessely (1908–1998), Graveur, Schriftsteller, Träger des Südmährischen Kulturpreises
- Charly Jellen (1909–1934), österreichischer Automobilrennfahrer und Unternehmer
- Otto Skritek (1909–1998), Politiker (SPÖ)
- Theo Albert Stadler (1910–1984), Politiker (NSDAP)
- Fritz Racek (1911–1975), Musikwissenschaftler, Bibliothekar und Komponist
- Mario Wandruszka, bis 1919 Wandruszka von Wanstetten (1911–2004), Romanist und Sprachwissenschaftler
- Emil Kotrba (1912–1983), Maler
- Herta Soswinski (1917–2004), Holocaustüberlebende
- Franz Kießling (1918–1979), Lyriker
- Lothar Eckhart (1918–1990), Provinzialrömischer Archäologe
- Bruno Kaukal (1920–2019), Heraldiker, Träger des Prof.-Josef-Freising-Preises[3]
- Gerard Radnitzky (1921–2006), Professor für Wissenschaftstheorie
- Hellmut Bornemann (1922–2019), Südmährischer Kulturpreisträger 1992 und Buchautor[4]
- Ingeborg Eichler (1923–2008), Pharmakologin, war ab 1953 Mitglied der österreichischen Rezeptpflichtkommission sowie der österreichischen Arzneimittel-Zulassungskommission
- Josef Horák (1931–2005), Bassklarinettist
- Kurt W. Schönherr (1931–2013), Volkswirt und Pädagoge
- Wilhemine Busch (1934–2024), Burgenländische Landtagsabgeordnete (ÖVP)
- Lotte Hartmann-Kottek-Schroeder (* 1937), Lehrtherapeutin in der Gestalttherapie
- Wolfgang Jilly (* 1940), Diplomat und Hotelier
- Heinz Brandl (* 1940), Bauingenieur mit dem Schwerpunkt Geotechnik, emeritierter Professor an der Technischen Universität Wien
- Manfred Paul (* 1941), deutscher Generalarzt
- Dieter Antoni (1942–2021), Beamter und Politiker (SPÖ), war zwischen 1990 und 2002 Abgeordneter zum Österreichischen Nationalrat
- Johann Herzog (* 1943), Politiker (FPÖ), war ab 2006 nichtamtsführender Stadtrat in Wien und Mitglied der Wiener Landesregierung
- Peter Trenk-Hinterberger (* 1943), Jurist, Rechtswissenschaftler und ordentlicher Universitätsprofessor
- Jan Leitner (* 1953), Weitspringer
- Julie Jurištová (* 1955), Schauspielerin
- Petr Rosol (* 1964), Eishockeyspieler und Eishockeytrainer

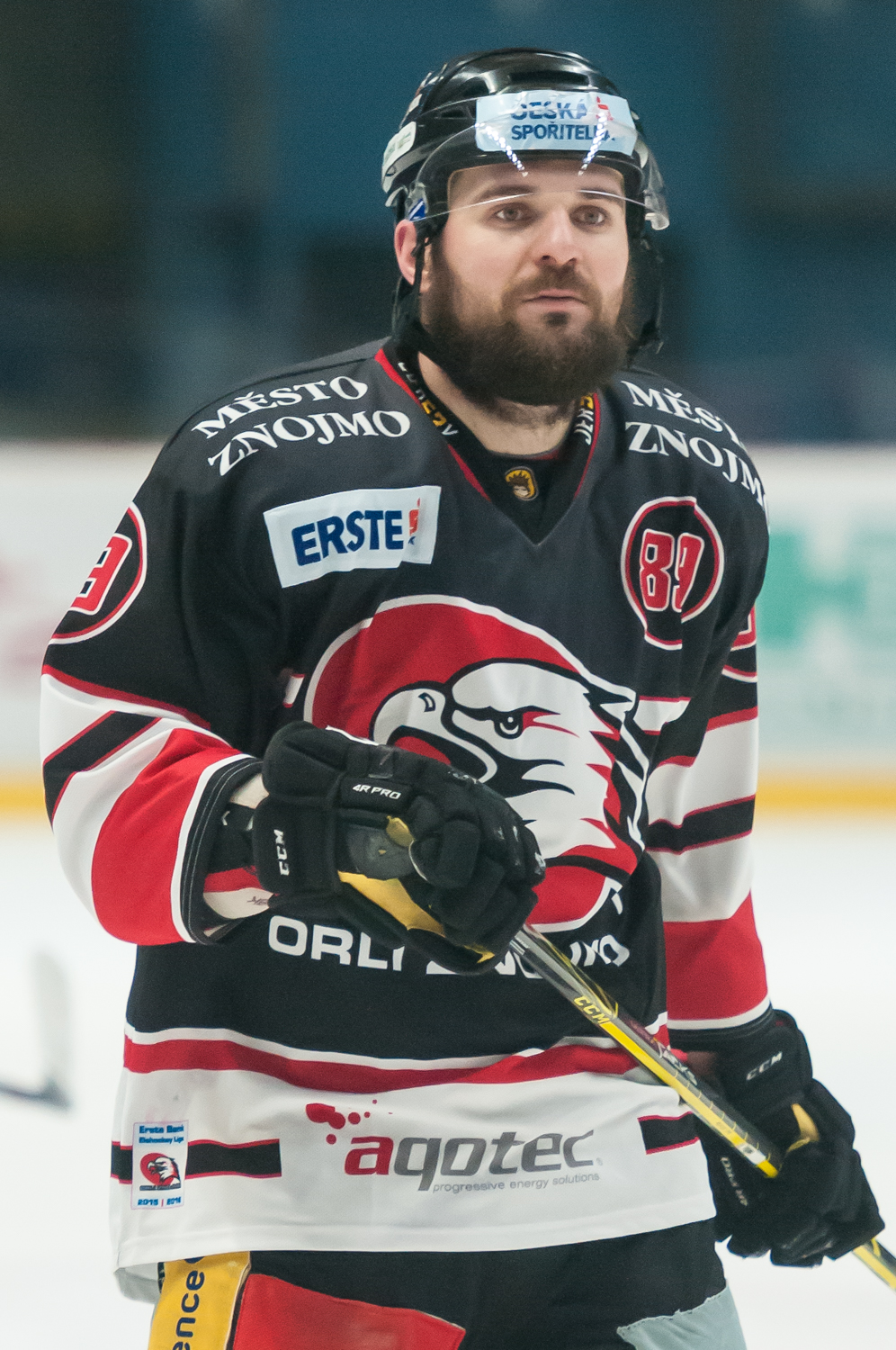
Jan Lattner (2015)

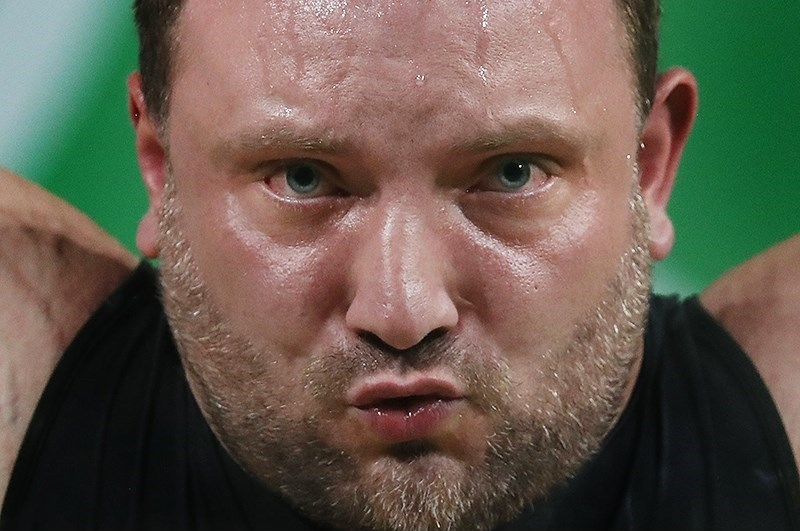
Jiří Orság (2016)

- Jitka Schneiderová (* 1973), Schauspielerin
- Petr Rajnoha (* 1974), Organist

- Martin Hudec (* 1982), Fußballspieler
- Květoslav Svoboda (* 1982), Schwimmer
- Michal Ordoš (* 1983), Fußballspieler
- Tomáš Cihlář (* 1987), Fußballspieler
- Jakub Sklenář (* 1988), Eishockeyspieler
- Jan Lattner (* 1989), Eishockeyspieler
- Jiří Orság (* 1989), Gewichtheber

### Persönlichkeiten des 21. Jahrhunderts
- Andrea Stašková (* 2000), Fußballspielerin

## Personen, die in Znojmo (Znaim) verstorben sind

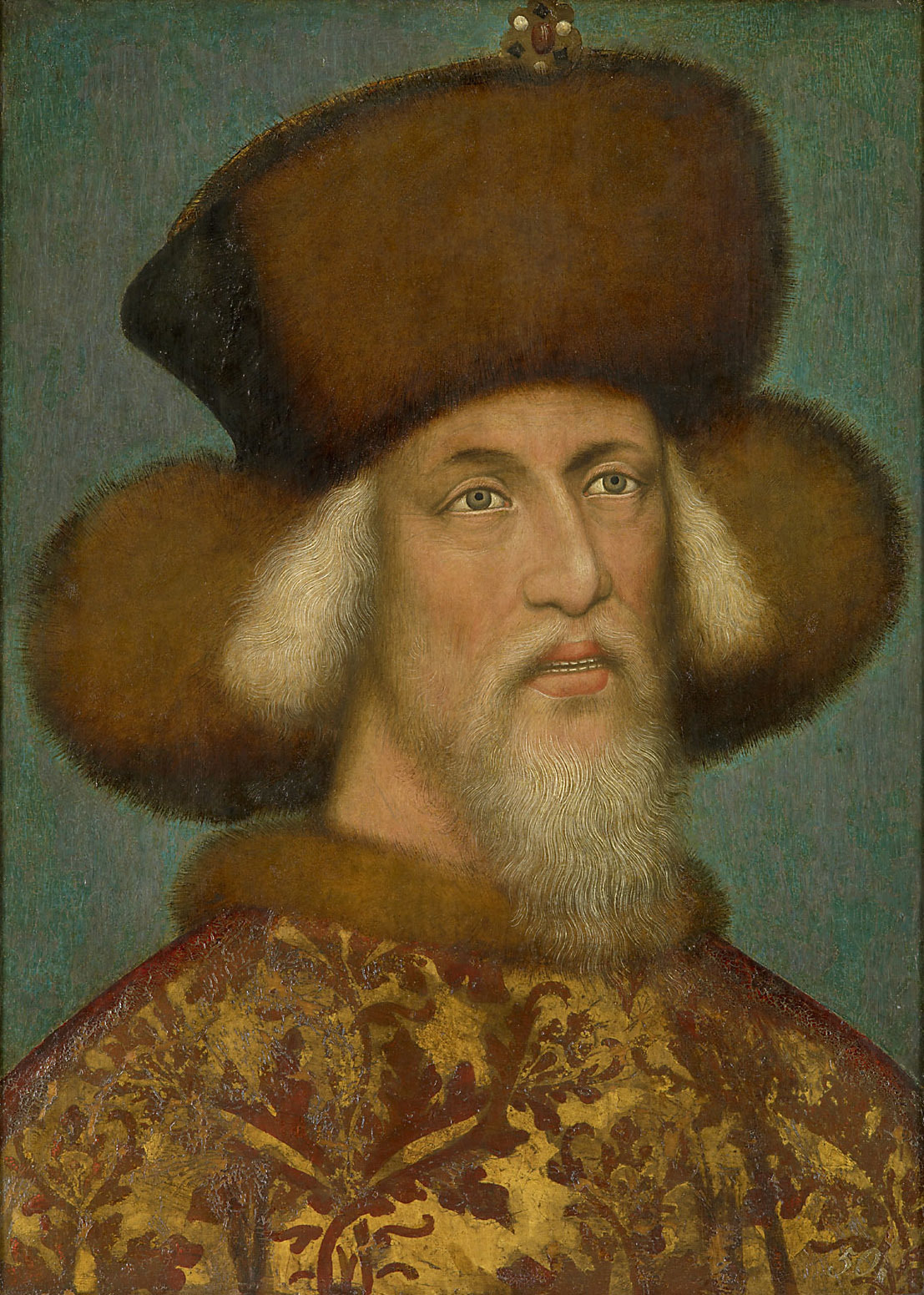
Kaiser Sigismund

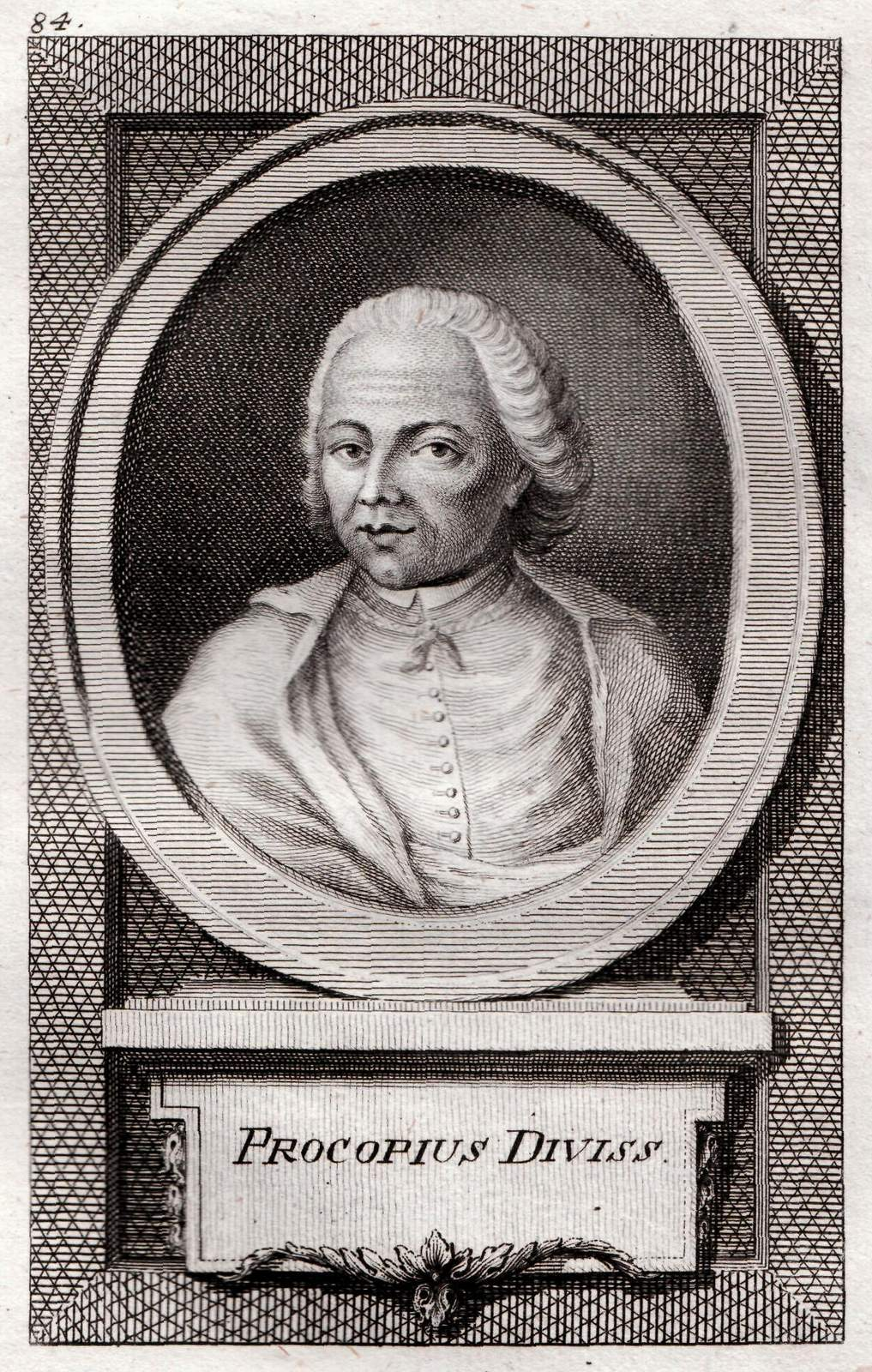
Prokop Diviš

- Sigismund von Luxemburg (1368–1437), Kurfürst von Brandenburg von 1378 bis 1388 und von 1411 bis 1415, König von Ungarn und Kroatien seit 1387, römisch-deutscher König seit 1411, König von Böhmen seit 1419 und römisch-deutscher Kaiser von 1433 bis zu seinem Tod
- Thomas Stoltzer (um 1475–1526), Komponist der Renaissance
- Jeremias Homberger (1529–1595), lutherischer Theologe
- Johann Georg Greisel, auch Johannes Georg Greisel (17. Jahrhundert−1684), Arzt
- Georg Anton Heintz (1698–1759), Bildhauer des Barock
- Moritz Adolf Karl von Sachsen-Zeitz-Neustadt (1702–1759), Titularerzbischof und Bischof von Königgrätz und Bischof von Leitmeritz, Domherr in Köln sowie seit 1713 Herzog von Sachsen-Zeitz zu Pegau und Neustadt, gestorben in Pöltenberg
- Prokop Diviš (1698–1765), Gelehrter und Erfinder, Prior in Kloster Louka, Mitglied der Königlichen Akademie der Wissenschaften zu Berlin, starb als Pfarrer im heutigen Ortsteil Přímětice
- Josef Silberbauer († 1805), Orgelbauer, der im letzten Drittel des 18. Jahrhunderts im nördlichen Niederösterreich und im südlichen Mähren wirkte
- Ignaz Reinold (1777–1848), Orgelbauer
- Josef Kranz (1901–1968), Architekt

## Personen mit Bezug zur Stadt
- Sebestian Freytag z Čepiroh (1533–1585), Erzieher von Rudolf II. (HRR), Abt in Kloster Louka, brachte die berühmten Gurken nach Znojmo
- Klemens Maria Hofbauer (1751–1820), Stadtpatron von Wien, absolvierte hier seine Bäckerlehre
- Gregor Mendel (1822–1884), Naturforscher; Vater der Genetik, 1849–1851 Lehrer am Gymnasium Znaim
- Carl Wilhelm Christian Ritter von Doderer (1825–1900), österreichischer Architekt und Professor, lehrte und forschte für einige Jahre an der Genie-Akademie in Znaim
- Marie von Ebner-Eschenbach (1830–1916), Schriftstellerin, lebte einige Jahre im heutigen Ortsteil Louka
- Johann Fux (1832–1882), Stadtsekretär, Abgeordneter zum Abgeordnetenhaus und Landtag
- Theodor von Hörmann (1840–1895), Landschaftsmaler, schuf hier u. a. sein Bild Znaim im Schnee
- Elisabeth Marie Auguste von Bayern (1874–1957), Prinzessin von Bayern, Enkelin von Franz Joseph I.
- Armand Weiser (1887–1933), Architekt, realisierte mehrere Bauten und Umbauten (Villa Weinberger) in Znaim[5]
- Erwin Zajicek (1890–1976), aktivistischer Politiker, seit 1930 Fachlehrer an der deutschen Bürgerschule
- Anton Bruder (1898–1983), Maler, Grafiker, war von 1927 bis 1944 in Znaim als Kunsterzieher tätig[6]
- Willi Forst (1903–1980), Schauspieler, Regisseur und Produzent, wirkte in seinen Anfangsjahren am Stadttheater als Chorist
- Peter Alexander (1926–2011), Sänger und Schauspieler, legte hier seine Matura ab
- Siegfried Ludwig (1926–2013), Landeshauptmann von Niederösterreich, absolvierte das Gymnasium in Znaim